# 舒舒觉罗氏
舒舒觉罗氏（穆麟德轉寫：Šušu Gioro hala），汉字又写作舒书觉罗氏，是满洲著姓觉罗氏的分支之一。该氏世居叶赫、哈达、佛阿拉、英额、讷殷江、雅尔湖、完颜、翁鄂络城、苏完、扎喀等地。民国以后，多以赵、舒、曾、贡、从、钱、蒋、任、舍等为汉姓。

## 清代主要世家
镶黄旗新布、舒敏；正黄旗禅禅、吴努春、硕塞、胡世布；正红旗岱音布禄；镶白旗本达理；镶蓝旗安布禄世居叶赫。其中新布四世孙晋保住任委署参领，从征三藩立功，授云骑尉世职。禅禅之孙硕尔琨两次从征北京，殿后有功，攻山东无极县率先登城，授云骑尉，锦州之战阵亡。其弟雅尔布袭，因山海关之役立功，晋为骑都尉世职。吴努春之孙四格有劳绩，授云骑尉世职。岱音布禄曾孙索鼐任八品官，从征陕西阵亡，赠云骑尉世职。安布禄曾孙科尔凯任郎中，从征江西、湖广，在来龙山阵亡，赠云骑尉世职。
正黄旗包衣坦扎哈；正红旗福尔佳齐；镶蓝旗达克达礼、尼雅尔哈、伊奇纳光衮、索拜、莽吉图、满都礼、满都瑚世居哈达。其中，坦扎哈之子库拉海八岁时即跟随清太宗皇太极，后担任上驷院大臣，顺治年间因眼疾请辞，顺治帝追念其跟随先帝多年，特赐骑都尉世职。达克达礼五世孙鄂和诺任护军校，从征福建、云南等地立功，授云骑尉世职。尼雅尔哈曾孙德舒任前锋校，从征准噶尔阵亡，赠云骑尉。
镶蓝旗阿礼密世居伊尔哈，其曾孙博启任领催，攻济南第二登城，赐巴图鲁勇号，优授骑都尉，此后从征松山、河南、江南等地，晋为三等轻车都尉世职。此外，世居碧村的镶蓝旗伊尔哈、世居西占和罗的镶红旗穆克讷、世居长白山的正白旗都什巴、镶白旗哈什图、世居佛阿拉的镶红旗诺库、马雅理、苏明阿、世居扎库木的正蓝旗都忒赫、世居讷殷江的镶蓝旗法都、世居乌英额的正黄旗武世泰、世居胡鲁村的正白旗韩楚汉等均有骑都尉、云骑尉等世职。其中，法都与本旗科尼音同族，法都四子介山授骑都尉，曾参与平定三藩之乱，从征广东、云南等地，历任刑、吏、礼三部尚书等官职。另外，三等子图鲁什也有出自该氏的说法。

## 近代名人
有一种观点认为作家老舍的满洲姓氏为舒舒觉罗氏，“舒舍予”之名即拆自该氏的“舒舒”二字。